# Sendmail
Sendmail je v informatice specializovaný program, který zajišťuje přepravu elektronické pošty. Je známým projektem open source a free software, ale je k dispozici i jako komerční software. Používá ho mnoho unixových systémů.

## Historie a použití
Sendmail je pozoruhodně flexibilní program podporující mnoho způsobů přepravy a doručení elektronické pošty včetně v současné době převažujícího protokolu SMTP. Původní verzi Sendmailu naprogramoval na počátku 80. let v Kalifornské Univerzitě v Berkeley Eric Allman, autor staršího delivermail. Sendmail byl vydán v roce 1983 v BSD 4.1c, což byla první verze BSD s podporou TCP/IP.
Sendmail zůstává na Internetu nejpopulárnějším MTA. Jeho popularita je částečně způsobena tím, že je standardním MTA pro většinu komerčních unixových systémů. Podle průzkumu D. J. Bernsteina běžel Sendmail v listopadu 2001 na přibližně 42 % veřejně dostupných mail serverů Internetu. Novější průzkumy firmy E-Soft, Inc. naznačily v srpnu 2007 pokles na 29,4 %. Nedatovaná statistika na serveru mailradar.com ukazovala v roce 2017 podíl sendmailu 24 %, následovaly Postfix – 20 %, Qmail – 17 %, Microsoft Exchange Server – 15 % a Exim – 13 %.
Protože je Sendmail komplexním programem s velkým množstvím funkcí, může být jeho konfigurace pro nezkušeného systémového správce složitá. Kvůli zjednodušení konfigurace byla zavedena konfigurace pomocí makroprocesoru M4 (definice v textovém konfiguračním soubor), avšak není k dispozici univerzální konfigurační nástroj s menu.
Složitost Sendmailu přináší výhody ve formě flexibility a rozšiřitelnosti. Sendmail podporuje pestrou množinu protokolů pro přenos elektronické pošty včetně SMTP, ESMTP, DECnet's mail11, HylaFax, QuickPage a UUCP. Sendmail v8.12 od září 2001 představil podporu milter rozhraní, které umožňuje používat externí programy pro filtrování průchozí elektronické pošty.

## Bezpečnost
Sendmail byl naprogramován v raných dobách Internetu, kdy bezpečnost nebyla hlavním požadavkem na síťový software. Starší verze Sendmailu trpěly řadou bezpečnostních chyb, které byly během let opraveny.
Sendmail má implementovánu separaci privilegií, aby byla odstraněna nejvážnější bezpečnostní rizika. Současné verze implementují řadu bezpečnostních rozšíření, které mohou být použity pro zlepšení bezpečnosti a pomáhají vyhýbat se zneužití.

## Sendmail X, MeTA1
Další generace Sendmailu byla nejprve nazývána Sendmail X. Vývoj Sendmailu X byl zastaven na úkor nového projektu zvaného MeTA1.
První verze Sendmailu X (smX-0.0.0.0) byla vydána 30. října 2005. Poslední verze smX-1.0.PreAlpha7.0 byla vydána 20. května 2006 pod stejnou licencí, jakou používá Sendmail 8. Vývoj na MeTA1 pokračuje pre-alpha verzemi od června 2007.